# Cacomorphocerus cerambyx
Cacomorphocerus cerambyx es una especie extinta de coleóptero de la familia Cantharidae, la única del género monotípico Cacomorphocerus. La cual fue descrita científicamente por Ludwig Wilhelm Schaufuss en 1891; a partir de un ejemplar hallado en una pieza de ámbar báltico de la colección de Otto Helm presente en el Museo de historia natural de Danzig (Polonia), del Lutetiano (Eoceno).

## Características
Era de hábitos terrestres y se estima que vivió entre hace 40,4 y 48,6 millones de años.

## Distribución geográfica
El holotipo fue descubierto en Prusia, pero se estima que habitó en Europa central, en los actuales territorios de Polonia y Rusia.